# Мокрухові
Мокрухові (Gomphidiaceae) — родина пластинчастих грибів порядку болетальні (Boletales). Включає роди Chroogomphus, Cystogomphus, мокруха та Gomphogaster.

## Опис
Полодові тіла великі або середнього розміру, м'ясисті. Пластинки дугоподібні, товсті, рідкі, спочатку світлі, з часо чорніючі. Покривало слизисте або волокнисте. Споровий порошок від темно-коричневого до чорного.

## Історія
Остаточно структуру мокрухових встановив Орсон Міллер (англ. Orson K. Miller) опублікувавши монографію по роду Chroogomphus (1964) та Gomphidius (1971).